# Crema Volley
Le Crema Volley est un ancien club italien de volley-ball féminin fondé en 1980 et basé à Crema, en Lombardie. Le club disparait en 2013 à la suite de difficultés économiques.

## Historique
- 1980 : Création du Crema Volley
- 2009 : Promotion du club en Serie B1 (3e niveau national)
- 2010 : Promotion du club en Serie A2 (2e niveau national)
- 2012 : Promotion du club en Serie A1
- Le 10 janvier 2013, le club renonce au championnat de Serie A1 pour raisons économiques, le contraignant à disparaitre[1]

## Palmarès
- Coupe d'Italie A2
  - Finaliste : 2012.

## Effectifs

### Saison 2012-2013[2]
Entraîneur : Leonardo Barbieri  Italie 
| No  | Nom                     | Date de Naissance | Taille | Poids | Nationalité  | Poste                     |
| --- | ----------------------- | ----------------- | ------ | ----- | ------------ | ------------------------- |
| 1.  | Lauren Paolini          | 28 août 1987      | 192    | 83    | États-Unis   | Centrale                  |
| 2.  | Iuliana Nucu            | 4 octobre 1980    | 185    | 70    | Roumanie     | Centrale                  |
| 3.  | Elena Portalupi         | 19 juin 1987      | 176    |       | Italie       | Libero                    |
| 4.  | Cecilia Nicolini        | 18 juin 1994      | 181    |       | Italie       | Passeuse                  |
| 5.  | Ludovica Dalia          | 25 septembre 1984 | 180    |       | Italie       | Passeuse                  |
| 6.  | Alexandra Garcia Zuleta | 16 janvier 1981   | 192    |       | Colombie     | Centrale                  |
| 7.  | Stefania Okaka          | 9 août 1989       | 185    | 83    | Italie       | Réceptionneuse-attaquante |
| 8.  | Tereza Matuszková       | 3 décembre 1982   | 191    | 82    | Rep. tchèque | Attaquante                |
| 9.  | Riikka Lehtonen         | 24 juillet 1979   | 181    | 71    | Finlande     | Réceptionneuse-attaquante |
| 10. | Laura Saccomani         | 8 octobre 1991    | 191    | 66    | Italie       | Réceptionneuse-attaquante |
| 11. | Diana Ramona Marc       | 17 août 1975      | 183    |       | Roumanie     | Réceptionneuse-attaquante |
| 12. | Sara Paris              | 19 juillet 1985   | 165    | 60    | Italie       | Libero                    |